# Konodonty

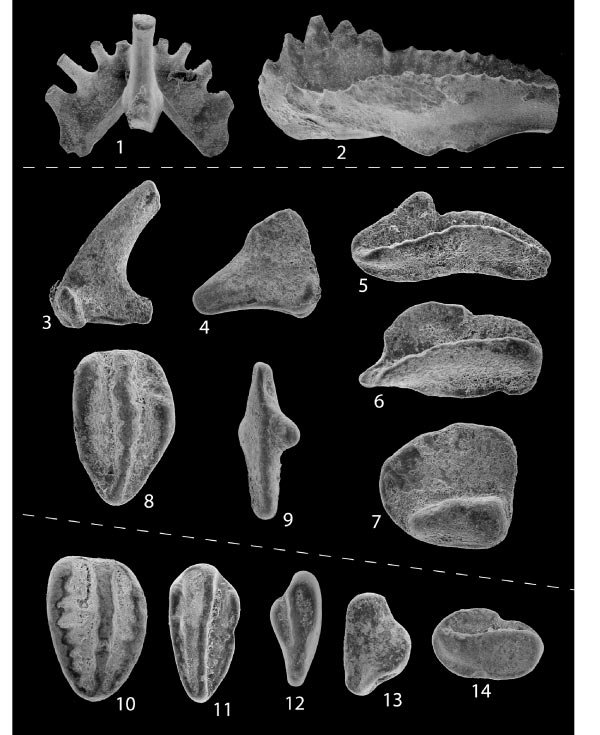
Konodonty znalezione w formacji Mauch Chunk w Pensylwanii

Konodonty (Conodonta) – grupa wymarłych organizmów morskich, po których zachowały się głównie rozproszone mikroskopijne zębokształtne elementy aparatu wokółprzełykowego (od ułamka mm do 2–3 mm), zbudowane z fosforanu wapnia (fluorapatytu Ca5(PO4)3F, lub fluorapatytu zasobnego w węglan Ca5(PO3,CO3)3(F,O) = odmiana apatytu), występujące w skałach osadowych pochodzących z okresu od późnego kambru do późnego triasu (ok. 540–200 mln lat temu).
Elementy konodontowe są bardzo zróżnicowane morfologicznie, od prostych lub zakrzywionych kolców, do grzebyków i nieregularnych płytek, przypominających zęby kręgowców. Zbudowane z cienkich, przyrastających do siebie od zewnątrz warstewek, posiadały one zdolności regeneracji w wypadku złamania. Bardzo rzadkie znaleziska nieuszkodzonych zespołów dowiodły, że elementy te reprezentują narząd chwytny (nie są to zęby) w aparacie gębowym. Taki narząd składa się z kilkunastu elementów konodontowych, zarówno gałązkowych, jak i platformowych. Dlatego wszystkie dotychczasowe gatunki i rodzaje, wydzielone na bazie elementów konodontowych, a nie całych aparatów, są taksonami sztucznymi.
Powszechność występowania elementów konodontowych, ich duża liczebność nawet w małych próbkach z rdzeni wiertniczych, szybkie tempo rozprzestrzeniania się nowych gatunków i ich znaczny zasięg geograficzny oraz przede wszystkim fakt, że kształt elementów konodontowych zmieniał się bardzo szybko w czasie ewolucji sprawiły, że są one używane jako główne skamieniałości przewodnie w okresie od ordowiku do końca triasu.
Konodonty zostały odkryte przez Christiana Pandera w 1856 r. w skałach ordowickich Estonii, Łotwy i okolic Petersburga. Później znaleziono je m.in. w wapieniach Alp Wschodnich. W Polsce znane są m.in. z Tatr Zachodnich, gdzie w rejonie Doliny Chochołowskiej występują w wapieniach rogowcowych anizyku, zaliczanych do tzw. jednostki Furkaski. Znalezione zostały również w Sudetach w Żdanowie i okolicach (Góry Bardzkie).
Przynależność systematyczna konodontów, ich wygląd oraz funkcja były długi czas nieznane, ponieważ nie było wiadomo, jak wygląda zwierzę wytwarzające elementy konodontowe. Na przykład według jednej z wersji wyglądały one jak małe roladki najeżone ostrzami tych elementów. Pierwszy odcisk całego zwierzęcia napotkano w 1983, w skałach koło Edynburga. Zwierzę to miało miękkie węgorzokształtne ciało o długości kilku centymetrów, z parą dużych oczu, sztywną struną wzdłuż grzbietu i płetwą ogonową. Było zewnętrznie podobne do lancetnika. W ostatnich dekadach znaleziono dalsze kilkanaście odcisków konodontów oraz pewną liczbę ich aparatów gębowych. Większość taksonów reprezentuje formy planktoniczne, filtrujące pokarm z wody. Znane są wyłącznie formy morskie.
Obecnie prawie wszyscy uczeni zaliczają konodonty do strunowców (choć niektórzy i to twierdzenie podają w wątpliwość), jednak trwają również spory, czy uznać je za kręgowce, za czym opowiada się większość badaczy, czy też reprezentują one poziom organizacji zbliżony do bezczaszkowców, lub zajmują jeszcze bardziej bazalną pozycję. Przynajmniej u niektórych konodontów, takich jak Novispathodus, prawdopodobnie występowała krążkokształtna chrząstka językowa, podobna do obecnej u krągłoustych, co wspiera tezę o przynależności konodontów do kręgowców.
Według analizy przeprowadzonej przez Huberta Szaniawskiego stożkowate, żłobkowane struktury aparatu gębowego niektórych konodontów wykazują cechy charakterystyczne dla współczesnych oraz wymarłych jadowitych kręgowców. Konodonty z takimi strukturami są znane od wczesnego ordowiku i były reprezentowane przez wiele taksonów występujących do wczesnego dewonu. Jeśli hipoteza o ich jadowitości jest prawdziwa, byłyby to najstarsze znane zwierzęta jadowite.